# Hulk e i Difensori
Hulk e i Difensori è una rivista antologica di fumetti pubblicata in Italia dall'Editoriale Corno, a metà degli anni Settanta, specializzata nei fumetti di genere supereroi, fantascienza, horror, storia dell'orrore, storia a fumetto e umoristici tratti dalle riviste Marvel Comics.

## Storia editoriale
The Incredible Hulk (Vol. 2), tre mesi dopo la conclusione sull'albo de L'Uomo Ragno n. 121 (19 dicembre 1974), insieme a The Defenders (Vol. 1), che si era chiuso su Gli Albi Super-Eroi, prosegue su Hulk e i Difensori (spillato, formati 17 x 26 cm, 48 pagine e più 2 copertine), a cura di Maria G. Perini, pubblicato da Editoriale Corno in collaborazione con Marvel Comics.
Queste serie include Hulk, Difensori, Dottor Strange, la Cosa, I Guardiani della Galassia e altri personaggi non protagonisti.
Altre riviste a fumetti statunitensi del Timely Comics, dell'Atlas e della Silver Age sono:
1. The Incredible Hulk (Vol. 1)
2. The Incredible Hulk (Vol. 2)
3. Marvel Feature (Vol. 1)
4. Giant-Size Defenders
5. The Defenders (Vol. 1)
6. Doctor Strange (Vol. 2)
7. Strange Tales (Vol. 1)
8. Marvel Premiere featuring
9. Marvel Two-in-One (Vol. 41)
10. Not Brand Echh
11. Journey into Mystery (Vol. 1)
12. Tales of Suspense (Vo. 1)
13. Uncanny Tales (Vol. 1)
14. Tower of Shadows
15. Mystic
16. Adventures into Terror
17. Adventure into Weird Worlds
18. World of Fantasy
19. Astonishing
20. Journey into Unknow World (Vol. 1)
21. Spellbound (Vol. 1)
22. Marvel Super-Heroes (Vol. 1)
23. Marvel Tales (Vol. 1)
24. Tales to Astonish (Vol. 1)

Gli scrittori sono Stan Lee, Roy Thomas, Tony Isabella, Len wein, Steve Englehart, Mike Friedrich, Gary Friedrich, Gerry Conway, Steve Gerber, Chris Claremont, Archie Goodwin, Jack Kirby, Bill Everett, Marie Severin, Frank Brunner, Arnold Drake, Roger Slifer, Carl Wessler, Harlan Ellison, Dennis O'Neil, Paul S. Newman e alcuni autori dell'Atlas non accreditati.
I disegnatori sono Jack Kirby, Herb Trimpe, Ross Andru, Sal Buscema, Jim Starlin, Frank Brunner, Gil Kane, Steve Ditko, Bill Everett, Marie Severin, Barry Windsor-Smith, Gene Colan, George Tuska, Tom Sutton, Don Heck, Dick Ayers, Mort Lawrence, Joe Maneely, Werner Roth, Paul Reinman, Larry Woromay, Doug Wildey, Tony DiPreta, Sid Greene, Sam Grainger, Richard Doxsee, Bill Benulis, Ed Goldfarb, Myron Fass, Sam Kweskin, Al Luster, Bill Walton e Al Eadeh.

## Pubblicazioni
| Num. | Data italiana     | Titolo dell'albo italiano            | Titolo italiano (Titolo statunitense) | Albo statunitense                        | Data statunitense | Protagonista                         | Autore                                                          | Disegno                    |
| ---- | ----------------- | ------------------------------------ | --- | ---------------------------------------- | ----------------- | ------------------------------------ | --------------------------------------------------------------- | -------------------------- |
| 1    | 20 marzo 1975     | Rhino dice NO!                       | La nascita di Hulk (The coming of the Hulk) | The Incredible Hulk (Vol. 1) n. 1        | maggio 1962       | Hulk                                 | Stan Lee Jack Kirby                                             | Jack Kirby                 |
| 1    | 20 marzo 1975     | Rhino dice NO!                       | ...Rhino dice No! (The Rhino Says No!) | The Incredible Hulk (Vol. 2) n. 124      | febbraio 1970     | Hulk                                 | Roy Thomas                                                      | Herb Trimpe                |
| 1    | 20 marzo 1975     | Rhino dice NO!                       | Le origini dei Difensori! (The Day of the Defenders)                                                                                            | Marvel Feature (Vol. 1) n. 1             | dicembre 1971     | Difensori                            | Roy Thomas                                                      | Ross Andru                 |
| 1    | 20 marzo 1975     | Rhino dice NO!                       | Come erano (The Way They Were!) | Giant-Size Defenders n. 1                | luglio 1974       | Difensori                            | Tony Isabella                                                   | Jim Starlin                |
| 1    | 20 marzo 1975     | Rhino dice NO!                       | Esilio amaro - I parte (Banished to Outer Space)                                                                                                | Giant-Size Defenders n. 1                | luglio 1974       | Valchiria racconta di Hulk           | Stan Lee Jack Kirby                                             | Jack Kirby                 |
| 2    | 4 aprile 1975     | L'attacco dell'Uomo Assorbente       | L'attacco dell'Uomo Assorbente! (And Now, The Absorbing Man!)                                                                                   | The Incredible Hulk (Vol. 2) n. 125      | marzo 1970        | Hulk                                 | Roy Thomas                                                      | Herb Trimpe                |
| 2    | 4 aprile 1975     | L'attacco dell'Uomo Assorbente       | Esilio amaro - II parte (Banished to Outer Space)                                                                                               | Giant-Size Defenders n. 1                | luglio 1974       | Valchiria racconta di Hulk           | Stan Lee Jack Kirby                                             | Jack Kirby                 |
| 2    | 4 aprile 1975     | L'attacco dell'Uomo Assorbente       | Come erano (The Way They Were!) | Giant-Size Defenders n. 1                | luglio 1974       | Difensori                            | Tony Isabella                                                   | Jim Starlin                |
| 2    | 4 aprile 1975     | L'attacco dell'Uomo Assorbente       | Uccello di acciaio (Bird of Prey) | Giant-Size Defenders n. 1                | luglio 1974       | Valchiria racconta di Namor          | Bill Everett                                                    | Bill Everett               |
| 2    | 4 aprile 1975     | L'attacco dell'Uomo Assorbente       | Come erano (The Way They Were!) | Giant-Size Defenders n. 1                | luglio 1974       | Difensori                            | Tony Isabella                                                   | Jim Starlin                |
| 2    | 4 aprile 1975     | L'attacco dell'Uomo Assorbente       | Il mago prigioniero! (To Catch a Magician!) | Giant-Size Defenders n. 1                | luglio 1974       | Valchiria racconta di Dottor Strange | Dennis O'Neil                                                   | Steve Ditko                |
| 2    | 4 aprile 1975     | L'attacco dell'Uomo Assorbente       | Capitolo due: L'ombra del destino (The once and again dooms)                                                                                    | Giant-Size Defenders n. 1                | luglio 1974       | Difensori                            | Tony Isabella                                                   | Jim Starlin                |
| 3    | 17 aprile 1975    | Ritornano i Titani!                  | Ritornano i Titani! (The Titan Strikes Back!)                                                                                                   | The Defenders (Vol. 1) n. 12             | febbraio 1974     | Difensori                            | Len Wein                                                        | Sal Buscema                |
| 3    | 17 aprile 1975    | Ritornano i Titani!                  | Colui che striscia di notte! (...Where Stalks The Nightcrawler!)                                                                                | The Incredible Hulk (Vol. 2) n. 126      | aprile 1970       | Hulk                                 | Roy Thomas                                                      | Herb Trimpe                |
| 3    | 17 aprile 1975    | Ritornano i Titani!                  | Una bara per l'Inferno! (The Unctuous Undertaker)                                                                                               | Uncanny Tales (Vol. 1) n. 22             | luglio 1954       | horror                               | Non accreditato                                                 | Bill Benulis               |
| 4    | 1 maggio 1975     | Mogol!                               | Mogol! (Mogol!) | The Incredible Hulk (Vol. 2) n. 127      | maggio 1970       | Hulk                                 | Roy Thomas                                                      | Herb Trimpe                |
| 4    | 1 maggio 1975     | Mogol!                               | Ritorna! (Homecoming) | Marvel Premiere featuring n. 11          | ottobre 1973      | Dottor Strange                       | Steve Englehart                                                 | Frank Brunner              |
| 4    | 1 maggio 1975     | Mogol!                               | Entrata nel passato (Portal To The Past!) | Marvel Premiere featuring n. 12          | novembre 1973     | Dottor Strange                       | Steve Englehart Mike Friedrich                                  | Frank Brunner              |
| 4    | 1 maggio 1975     | Mogol!                               | La bicicletta incantata (The Bewitched Bike!)                                                                                                   | Journey into Mystery (Vol. 1) n. 4       | dicembre 1952     | horror-story                         | Non accreditato                                                 | Tony DiPreta               |
| 5    | 15 maggio 1975    | Un pianeta in vendita                | Un pianeta in vendita! (For Sale: One Planet... Slightly Used!)                                                                                 | The Defenders (Vol. 1) n. 13             | maggio 1974       | Difensori                            | Len Wein                                                        | Sal Buscema                |
| 5    | 15 maggio 1975    | Un pianeta in vendita                | In quest'angolo...i Vendicatori (And In This Corner... The Avengers!)                                                                           | The Incredible Hulk (Vol. 2) n. 128      | giugno 1970       | Hulk                                 | Roy Thomas                                                      | Herb Trimpe                |
| 5    | 15 maggio 1975    | Un pianeta in vendita                | Le origini di Brucie Banter...e amici (The Origin of Brucie Banter...And Friend)                                                                | Not Brand Echh n. 3                      | ottobre 1967      | The Bulk                             | Gary Friedrich                                                  | Marie Severin              |
| 6    | 29 maggio 1975    | Nelle mani di Nebulon                | Nelle mani di Nebulon (And Who Shall Inherit The Earth?                                                                                         | The Defenders (Vol. 1) n. 14             | luglio 1974       | Difensori                            | Len Wein                                                        | Sal Buscema                |
| 6    | 29 maggio 1975    | Nelle mani di Nebulon                | Ancora Glob! (Again, The Glob!) | The Incredible Hulk (Vol. 2) n. 129      | luglio 1970       | Hulk                                 | Roy Thomas                                                      | Herb Trimpe                |
| 6    | 29 maggio 1975    | Nelle mani di Nebulon                | Le fantasticherie di un SuperEroe (Super-Hero Daydreams)                                                                                        | Not Brand Echh n. 11                     | dicembre 1968     | Super hero parody                    | Marie Severin                                                   | Marie Severin              |
| 7    | 12 giugno 1975    | Se ti uccido...muoio!                | Se ti uccido...muoio! (If I Kill You... I Die!)                                                                                                 | The Incredible Hulk (Vol. 2) n. 130      | agosto 1970       | Hulk                                 | Roy Thomas                                                      | Herb Trimpe                |
| 7    | 12 giugno 1975    | Se ti uccido...muoio!                | Il tempo del destino (Time Doom) | Marvel Premiere featuring n. 13          | gennaio 1974      | Dottor Strange                       | Steve Englehart                                                 | Frank Brunner              |
| 7    | 12 giugno 1975    | Se ti uccido...muoio!                | Il terribile vecchio! (The Terrible Old Man!)                                                                                                   | Tower of Shadows n. 3                    | gennaio 1970      | comic-story                          | Roy Thomas                                                      | Barry Windsor-Smith        |
| 8    | 26 giugno 1975    | Caccia all'odiato Banner             | Caccia all'odiato Banner (A Titan Stalks The Tenements!)                                                                                        | The Incredible Hulk (Vol. 2) n. 131      | settembre 1970    | Hulk                                 | Roy Thomas                                                      | Herb Trimpe                |
| 8    | 26 giugno 1975    | Caccia all'odiato Banner             | La genesi di Sise-Neg (Sise-Neg Genesis) | Marvel Premiere featuring n. 14          | marzo 1974        | Dottor Strange                       | Steve Englehart                                                 | Frank Brunner              |
| 8    | 26 giugno 1975    | Caccia all'odiato Banner             | Un fantasma è la tua ombra! (He Walks With a Ghost!)                                                                                            | Adventure into Weird Worlds n. 17        | aprile 1953       | comic-story                          | Stan Lee                                                        | Sid Greene                 |
| 9    | 10 luglio 1975    | Panico sulla terra                   | Panico sulla terra! (Panic Beneath The Earth!)                                                                                                  | The Defenders (Vol. 1) n. 15             | settembre 1974    | Difensori                            | Len Wein                                                        | Sal Buscema                |
| 9    | 10 luglio 1975    | Panico sulla terra                   | Nelle mani di Hydra! (In The Hands Of Hydra!)                                                                                                   | The Incredible Hulk (Vol. 2) n. 132      | ottobre 1970      | Hulk                                 | Roy Thomas                                                      | Herb Trimpe                |
| 9    | 10 luglio 1975    | Panico sulla terra                   | Arriva il mostro di ghiaccio (The Ice Monster Cometh!                                                                                           | Journey into Unknow World (Vol. 1) n. 17 | aprile 1953       | comic-story                          | Carl Wessler                                                    | Gene Colan                 |
| 10   | 24 luglio 1975    | Alpha, il mutante                    | Alpha, mutante! (Alpha, The Ultimate Mutant!)                                                                                                   | The Defenders (Vol. 1) n. 16             | ottobre 1974      | Difensori                            | Len Wein                                                        | Sal Buscema                |
| 10   | 24 luglio 1975    | Alpha, il mutante                    | Il giorno del tuono...la notte della morte! (Day Of Thunder... Day Of Death!)                                                                   | The Incredible Hulk (Vol. 2) n. 133      | novembre 1970     | Hulk                                 | Roy Thomas                                                      | Herb Trimpe                |
| 10   | 24 luglio 1975    | Alpha, il mutante                    | L'uomo invisibile (I Was the Invisible Man!) | Strange Tales (Vol. 1) n. 67             | febbraio 1959     | science-fiction                      | Jack Kirby                                                      | Jack Kirby                 |
| 11   | 7 agosto 1975     | Golem è tra noi!                     | Golem...è tra noi! (Among Us Walks... The Golem)                                                                                                | The Incredible Hulk (Vol. 2) n. 133      | dicembre 1970     | Hulk                                 | Roy Thomas                                                      | Herb Trimpe                |
| 11   | 7 agosto 1975     | Golem è tra noi!                     | Dentro una sfera, oscuramente (Throught An Orb Darkly)                                                                                          | Doctor Strange (Vol. 2) n. 1             | giugno 1974       | Dottor Strange                       | Steve Englehart                                                 | Frank Brunner              |
| 11   | 7 agosto 1975     | Golem è tra noi!                     | Il ritorno dalla morte! (Back From the Dead) | Tales of Suspense (Vo. 1) n. 28          | aprile 1962       | science-fiction                      | Stan Lee                                                        | Jack Kirby                 |
| 12   | 21 agosto 1975    | Schiacciato dal Tempo!               | Schiacciato dal Tempo! (Descent Into The Time-Storm!)                                                                                           | The Incredible Hulk (Vol. 2) n. 135      | gennaio 1971      | Hulk                                 | Roy Thomas                                                      | Herb Trimpe                |
| 12   | 21 agosto 1975    | Schiacciato dal Tempo!               | Una realtà separata (A Separate Reality) | Doctor Strange (Vol. 2) n. 2             | agosto 1974       | Dottor Strange                       | Steve Englehart                                                 | Frank Brunner              |
| 12   | 21 agosto 1975    | Schiacciato dal Tempo!               | Scommettiamo che ci sarà...battaglia! (Bet There'll Be Battle)                                                                                  | Not Brand Echh n. 9                      | agosto 1968       | The Bulk e Sunk-Mariner              | Roy Thomas                                                      | Marie Severin              |
| 13   | 4 settembre 1975  | Klaatu!                              | Klaatu! (Klaatu! The Behemoth From Beyond Space!)                                                                                               | The Incredible Hulk (Vol. 2) n. 136      | febbraio 1971     | Hulk                                 | Roy Thomas                                                      | Herb Trimpe                |
| 13   | 4 settembre 1975  | Klaatu!                              | Il gioco del potere! (Power Play!) | The Defenders (Vol. 1) n. 17             | novembre 1974     | Difensori                            | Len Wein                                                        | Sal Buscema                |
| 13   | 4 settembre 1975  | Klaatu!                              | Quando rintocca la mezzanotte (Midnight in the Wax Museum!)                                                                                     | Tower of Shadows n. 3                    | gennaio 1970      | comic-story                          | Gary Friedrich                                                  | George Tuska Marie Severin |
| 14   | 18 settembre 1975 | I nemici delle stelle                | I nemici delle ! (The Stars, Mine Enemy!) | The Incredible Hulk (Vol. 2) n. 137      | marzo 1971        | Hulk                                 | Roy Thomas                                                      | Herb Trimpe                |
| 14   | 18 settembre 1975 | I nemici delle stelle                | Distruzione (Rampage!) | The Defenders (Vol. 1) n. 18             | dicembre 1974     | Difensori                            | Len Wein                                                        | Sal Buscema                |
| 14   | 18 settembre 1975 | I nemici delle stelle                | Casey battitore (Casey at the Bat) | Not Brand Echh n. 9                      | agosto 1968       | Casey                                | Roy Thomas                                                      | Tom Sutton                 |
| 14   | 18 settembre 1975 | I nemici delle stelle                | Attenzione...alle api (Beware...the Bees!) | Mystic n. 7                              | marzo 1952        | comic-story                          | Non accreditato                                                 | Mort Lawrence              |
| 15   | 2 ottobre 1975    | Riappare l'Uomo Sabbia               | Riappare l'Uomo Sabbia (...Sincerely, The Sandman!)                                                                                             | The Incredible Hulk (Vol. 2) n. 138      | aprile 1971       | Hulk                                 | Roy Thomas                                                      | Herb Trimpe                |
| 15   | 2 ottobre 1975    | Riappare l'Uomo Sabbia               | La sfera del destino! (Doomball!) | The Defenders (Vol. 1) n. 19             | gennaio 1975      | Difensori                            | Len Wein Chris Claremont                                        | Sal Buscema                |
| 15   | 2 ottobre 1975    | Riappare l'Uomo Sabbia               | In fondo alla pazzia - I parte (Amidst The Madness)                                                                                             | Doctor Strange (Vol. 2) n. 3             | settembre 1974    | Dottor Strange                       | Steve Englehart Stan Lee                                        | Frank Brunner Steve Ditko  |
| 16   | 16 ottobre 1975   | Tutti contro Hulk                    | Tutti contro Hulk! (Many Foes Has The Hulk!) | The Incredible Hulk (Vol. 2) n. 139      | maggio 1971       | Hulk                                 | Roy Thomas                                                      | Herb Trimpe                |
| 16   | 16 ottobre 1975   | Tutti contro Hulk                    | Chiamalo destino! (Name That Doom!) | Marvel Two-in-One (Vol. 1) n. 7          | gennaio 1975      | La Cosa e la Valchiria               | Steve Gerber                                                    | Sal Buscema                |
| 16   | 16 ottobre 1975   | Tutti contro Hulk                    | In fondo alla pazzia - II parte (Amidst The Madness)                                                                                            | Doctor Strange (Vol. 2) n. 3             | settembre 1974    | Dottor Strange                       | Steve Englehart Stan Lee                                        | Frank Brunner Steve Ditko  |
| 17   | 30 ottobre 1975   | Il Bruto che ama la Terra dell'Atomo | Il Bruto...che ama...la Terra dell'Atomo! (The brute that shouted love at the heart of the atom!)                                               | The Incredible Hulk (Vol. 2) n. 140      | giugno 1971       | Hulk                                 | Roy Thomas Harlan Ellison                                       | Herb Trimpe                |
| 17   | 30 ottobre 1975   | Il Bruto che ama la Terra dell'Atomo | La donna che era...! (The Woman She Was...!) | The Defenders (Vol. 1) n. 20             | febbraio 1975     | Difensori                            | Steve Gerber                                                    | Sal Buscema                |
| 17   | 30 ottobre 1975   | Il Bruto che ama la Terra dell'Atomo | Il Dr.Strange incontra la...morte - I parte (..where bound'ries ...decay)                                                                       | Doctor Strange (Vol. 2) n. 4             | settembre 1974    | Dottor Strange                       | Steve Englehart Frank Brunner                                   | Frank Brunner              |
| 18   | 13 novembre 1975  | Il suo nome è Sansone                | Il suo nome è Sansone (His Name Is... Samson!)                                                                                                  | The Incredible Hulk (Vol. 2) n. 141      | luglio 1971       | Hulk                                 | Roy Thomas                                                      | Herb Trimpe                |
| 18   | 13 novembre 1975  | Il suo nome è Sansone                | Entrano i capi tribù (Enter: The Headmen!) | The Defenders (Vol. 1) n. 21             | marzo 1975        | Difensori                            | Steve Gerber                                                    | Sal Buscema                |
| 18   | 13 novembre 1975  | Il suo nome è Sansone                | Il Dr.Strange incontra la...morte - II parte (..where bound'ries ...decay)                                                                      | Doctor Strange (Vol. 2) n. 4             | settembre 1974    | Dottor Strange                       | Steve Englehart Frank Brunner                                   | Frank Brunner              |
| 19   | 27 novembre 1975  | Hanno sparato ad Hulk?               | Hanno sparato ad Hulk? (They Shoot Hulks, Don't They?)                                                                                          | The Incredible Hulk (Vol. 2) n. 142      | agosto 1971       | Hulk                                 | Roy Thomas                                                      | Herb Trimpe                |
| 19   | 27 novembre 1975  | Hanno sparato ad Hulk?               | Hulk uguale Inferno ed Olocausto! (H...as in Hulk...Hell...and Holocaust!)                                                                      | Giant-Size Defenders n. 2                | agosto 1974       | Difensori                            | Len Wein                                                        | Gil Kane                   |
| 20   | 11 dicembre 1975  | Santuario!                           | Santuario! (Sanctuary!) | The Incredible Hulk (Vol. 2) n. 143      | settembre 1971    | Hulk                                 | Roy Thomas                                                      | Dick Ayers                 |
| 20   | 11 dicembre 1975  | Santuario!                           | Guerra tra Dei! - I parte (Games Godlings Play!)                                                                                                | Giant-Size Defenders n. 3                | gennaio 1974      | Difensori                            | Steve Gerber                                                    | Jim Starlin                |
| 20   | 11 dicembre 1975  | Santuario!                           | La cappa e il pugnale (Cloak And Dagger) | Doctor Strange (Vol. 2) n. 5             | dicembre 1974     | Dottor Strange                       | Steve Englehart                                                 | Frank Brunner              |
| 21   | 23 dicembre 1975  | Il mostro e il pazzo                 | Il mostro e il pazzo! (The Monster And The Madman!)                                                                                             | The Incredible Hulk (Vol. 2) n. 144      | ottobre 1971      | Hulk                                 | Roy Thomas Gary Friedrich                                       | Dick Ayers                 |
| 21   | 23 dicembre 1975  | Il mostro e il pazzo                 | Guerra tra Dei! - II parte (Games Godlings Play!)                                                                                               | Giant-Size Defenders n. 3                | gennaio 1974      | Difensori                            | Steve Gerber                                                    | Jim Starlin                |
| 21   | 23 dicembre 1975  | Il mostro e il pazzo                 | Si alza il velo della paura! - I parte (Lift High The Veil Of Fears!                                                                            | Doctor Strange (Vol. 2) n. 6             | febbraio 1975     | Dottor Strange                       | Steve Englehart                                                 | Gene Colan                 |
| 22   | 8 gennaio 1976    | La progenie degli Dei                | La progenie degli Dei (Godspawn) | The Incredible Hulk (Vol. 2) n. 145      | novembre 1971     | Hulk                                 | Roy Thomas Len Wein                                             | Herb Trimpe                |
| 22   | 8 gennaio 1976    | La progenie degli Dei                | Si alza il velo della paura! - II parte (Lift High The Veil Of Fears!                                                                           | Doctor Strange (Vol. 2) n. 6             | febbraio 1975     | Dottor Strange                       | Steve Englehart                                                 | Gene Colan                 |
| 22   | 8 gennaio 1976    | La progenie degli Dei                | La mente superiore (Mind over Matter) | Adventure into Weird Worlds n. 16        | marzo 1953        | comic-story                          | Non accreditato                                                 | Bill Benulis               |
| 23   | 22 gennaio 1976   | La morte attende...                  | Capitolo uno:La morte attende!/Capitolo due: Trappola umana (And The Measure Of A Man Is... Death!/Man-trap!)                                   | The Incredible Hulk (Vol. 2) n. 146      | dicembre 1971     | Hulk                                 | Gerry Conway Roy Thomas                                         | Herb Trimpe                |
| 23   | 22 gennaio 1976   | La morte attende...                  | La febbre del demonio (The Demon Fever!) | Doctor Strange (Vol. 2) n. 7             | aprile 1975       | Dottor Strange                       | Steve Englehart                                                 | Gene Colan                 |
| 23   | 22 gennaio 1976   | La morte attende...                  | Il dolce Thung contro l'invendibile Bulk! (The Ever-Lovin' Thung vs. The Inedible Bulk)                                                         | Not Brand Echh n. 5                      | dicembre 1967     | Thung e Bulk                         | Stan Lee                                                        | Marie Severin              |
| 24   | 5 febbraio 1976   | La fine di Doc Samson                | La fine di Doc Samson! (The End Of Doc Samson!)                                                                                                 | The Incredible Hulk (Vol. 2) n. 147      | gennaio 1972      | Hulk                                 | Gerry Conway Roy Thomas                                         | Herb Trimpe                |
| 24   | 5 febbraio 1976   | La fine di Doc Samson                | Il cielo è una cosa molto piccola! (Heaven Is A Very Small Place!)                                                                              | The Incredible Hulk (Vol. 2) n. 147      | gennaio 1972      | Hulk                                 | Roy Thomas                                                      | Herb Trimpe                |
| 24   | 5 febbraio 1976   | La fine di Doc Samson                | Diritti di passaggio (Rights Of Passage!) | Doctor Strange (Vol. 2) n. 8             | giugno 1975       | Dottor Strange                       | Steve Englehart                                                 | Gene Colan                 |
| 24   | 5 febbraio 1976   | La fine di Doc Samson                | Fratello vampiro (Brother Vampire!) | Astonishing n. 35                        | ottobre 1954      | Horror                               | Non accreditato                                                 | Al Eadeh                   |
| 25   | 19 febbraio 1976  | La ragazza nell'Atomo di smeraldo    | La ragazza nell'Atomo di smeraldo (But Tomorrow... The Sun Shall Die!)                                                                          | The Incredible Hulk (Vol. 2) n. 148      | febbraio 1972     | Hulk                                 | Archie Goodwin Chris Claremont                                  | Herb Trimpe                |
| 25   | 19 febbraio 1976  | La ragazza nell'Atomo di smeraldo    | La fine! (Consummation) | Doctor Strange (Vol. 2) n. 9             | agosto 1975       | Dottor Strange                       | Steve Englehart                                                 | Gene Colan                 |
| 25   | 19 febbraio 1976  | La ragazza nell'Atomo di smeraldo    | Immersione notturna (They Dive by Night!) | Mystic n. 19                             | aprile 1953       | comic-story                          | Non accreditato                                                 | Al Luster                  |
| 26   | 4 marzo 1976      | L'Erede!                             | L'erede (The Inheritor!) | The Incredible Hulk (Vol. 2) n. 149      | marzo 1972        | Hulk                                 | Archie Goodwin                                                  | Herb Trimpe                |
| 26   | 4 marzo 1976      | L'Erede!                             | Capitolo uno: Una notte troppo fredda per morire/Capitolo due: Il volo del Calabrone! (Too cold a night for dying!/Flight of the Yellowjacket!) | Giant-Size Defenders n. 4                | aprile 1975       | Difensori                            | Steve Gerber                                                    | Don Heck                   |
| 27   | 18 marzo 1976     | L'urlo di Hulk!                      | L'urlo di Hulk! (Cry Hulk, Cry Havok!) | The Incredible Hulk (Vol. 2) n. 150      | aprile 1972       | Hulk                                 | Archie Goodwin                                                  | Herb Trimpe                |
| 27   | 18 marzo 1976     | L'urlo di Hulk!                      | Capitolo tre: Cuori nel buio! (Hearts in darkness!)                                                                                             | Giant-Size Defenders n. 4                | aprile 1975       | Difensori                            | Steve Gerber                                                    | Don Heck                   |
| 27   | 18 marzo 1976     | L'urlo di Hulk!                      | Zanne di fuoco e di sangue! (Fangs Of Fire And Blood!)                                                                                          | The Defenders (Vol. 1) n. 22             | aprile 1975       | Difensori                            | Steve Gerber                                                    | Sal Buscema                |
| 28   | 1 aprile 1976     | Quando i mostri s'incontrano         | Quando i mostri s'incontrano (When Monsters Meet!)                                                                                              | The Incredible Hulk (Vol. 2) n. 151      | maggio 1972       | Hulk                                 | Archie Goodwin                                                  | Herb Trimpe                |
| 28   | 1 aprile 1976     | Quando i mostri s'incontrano         | I serpenti erediteranno la Terra! (...The Snakes Shall Inherit the Earth!)                                                                      | The Defenders (Vol. 1) n. 23             | maggio 1975       | Difensori                            | Steve Gerber                                                    | Sal Buscema                |
| 28   | 1 aprile 1976     | Quando i mostri s'incontrano         | La creatura della quinta galassia (The Gargoyle from the Fifth Galaxy!)                                                                         | World of Fantasy n. 19                   | agosto 1959       | science fiction                      | Non accreditato                                                 | Don Heck                   |
| 29   | 15 aprile 1976    | Chi può giudicarmi?                  | Chi può giudicarmi? (But who will judge the Hulk?)                                                                                              | The Incredible Hulk (Vol. 2) n. 152      | giugno 1972       | Hulk                                 | Gary Friedrich                                                  | Dick Ayers Herb Trimpe     |
| 29   | 15 aprile 1976    | Chi può giudicarmi?                  | ...difensore dello spacciato! (...Defender of the doomed!)                                                                                      | The Incredible Hulk (Vol. 2) n. 152      | giugno 1972       | Hulk                                 | Gary Friedrich                                                  | Dick Ayers Herb Trimpe     |
| 29   | 15 aprile 1976    | Chi può giudicarmi?                  | ...nelle fauci del serpente (...In The Jaws Of The Serpent!)                                                                                    | The Defenders (Vol. 1) n. 24             | giugno 1975       | Difensori                            | Steve Gerber                                                    | Sal Buscema                |
| 29   | 15 aprile 1976    | Chi può giudicarmi?                  | Svegliati genio... (Arise, Oh Geni...) | World of Fantasy n. 16                   | febbraio 1959     | comic-story                          | Non accreditato                                                 | Steve Ditko                |
| 30   | 29 aprile 1976    | Hulk contro tutto                    | Hulk contro tutti! (The World, My Jury!) | The Incredible Hulk (Vol. 2) n. 153      | luglio 1972       | Hulk                                 | Gary Friedrich                                                  | Herb Trimpe                |
| 30   | 29 aprile 1976    | Hulk contro tutto                    | Il serpente cambia pelle (The Serpent Sheds Its Skin)                                                                                           | The Defenders (Vol. 1) n. 25             | luglio 1975       | Difensori                            | Steve Gerber                                                    | Sal Buscema                |
| 30   | 29 aprile 1976    | Hulk contro tutto                    | L'uomo con la coda (Man with a Tail) | Astonishing n. 18                        | ottobre 1952      | horror                               | Non accreditato                                                 | Larry Woromay              |
| 31   | 13 maggio 1976    | L'inferno è un Micro-Mondo           | L'inferno è un Micro-Mondo (Hell Is A Very Small Hulk!)                                                                                         | The Incredible Hulk (Vol. 2) n. 154      | agosto 1972       | Hulk                                 | Archie Goodwin                                                  | Herb Trimpe                |
| 31   | 13 maggio 1976    | L'inferno è un Micro-Mondo           | Il mistero di Eelar! - I parte (Eelar Moves in Mysterious Ways!)                                                                                | Giant-Size Defenders n. 5                | luglio 1972       | Difensori                            | Steve Gerber Gerry Conway Len Wein Roger Slifer Chris Claremont | Don Heck                   |
| 31   | 13 maggio 1976    | L'inferno è un Micro-Mondo           | La donna che non esisteva (The Woman Who Wasn't)                                                                                                | Adventures into Terror n. 15             | gennaio 1953      | comic-story                          | Non accreditato                                                 | Tony DiPreta               |
| 32   | 27 maggio 1976    | Destinazione: incubo!                | Destinazione: "incubo" (Destination: Nightmare!)                                                                                                | The Incredible Hulk (Vol. 2) n. 155      | settembre 1972    | Hulk                                 | Archie Goodwin                                                  | Herb Trimpe                |
| 32   | 27 maggio 1976    | Destinazione: incubo!                | Il mistero di Eelar! - II parte (Eelar Moves in Mysterious Ways!)                                                                               | Giant-Size Defenders n. 5                | luglio 1972       | Difensori                            | Steve Gerber Gerry Conway Len Wein Roger Slifer Chris Claremont | Don Heck                   |
| 32   | 27 maggio 1976    | Destinazione: incubo!                | Il mio amico fantasma (My Friend the Ghost) | Spellbound (Vol. 1) n. 12                | febbraio 1953     | comic-story                          | Non accreditato                                                 | Tony DiPreta               |
| 33   | 10 giugno 1976    | Hulk contro Hulk                     | Hulk contro Hulk! (Holocaust At The Heart Of The Atom!)                                                                                         | The Incredible Hulk (Vol. 2) n. 156      | ottobre 1972      | Hulk                                 | Archie Goodwin                                                  | Herb Trimpe                |
| 33   | 10 giugno 1976    | Hulk contro Hulk                     | La Terra vincerà (Origin of the Guardians of the Galaxy)                                                                                        | Marvel Super-Heroes (Vol. 1) n. 18       | gennaio 1969      | Guardiani della Galassia             | Arnold Drake                                                    | Gene Colan                 |
| 33   | 10 giugno 1976    | Hulk contro Hulk                     | Il cervello di Murdock (Murdock's Brain!) | Marvel Tales (Vol. 1) n. 126             | agosto 1954       | horror                               | Non accreditato                                                 | Joe Maneely                |
| 34   | 24 giugno 1976    | La rabbia di Rhino!                  | La rabbia di Rhino! (Name My Vengeance: Rhino!)                                                                                                 | The Incredible Hulk (Vol. 2) n. 157      | novembre 1972     | Hulk                                 | Archie Goodwin                                                  | Herb Trimpe                |
| 34   | 24 giugno 1976    | La rabbia di Rhino!                  | Frenesia in un Mondo lontano! (Frenzy On A Far-Away World!)                                                                                     | The Incredible Hulk (Vol. 2) n. 158      | dicembre 1972     | Hulk                                 | Steve Gerber                                                    | Herb Trimpe                |
| 34   | 24 giugno 1976    | La rabbia di Rhino!                  | Gli indesiderati (The Unwanted!) | Marvel Tales (Vol. 1) n. 125             | luglio 1954       | science fiction                      | Paul S. Newman                                                  | Bill Walton                |
| 35   | 8 luglio 1976     | Abominio!                            | Abominio! (Two Years Before The Abomination!)                                                                                                   | The Incredible Hulk (Vol. 2) n. 159      | gennaio 1973      | Hulk                                 | Steve Englehart                                                 | Herb Trimpe                |
| 35   | 8 luglio 1976     | Abominio!                            | Incubo alle cascate del Niagara (Nightmare In Niagara Falls!)                                                                                   | The Incredible Hulk (Vol. 2) n. 160      | febbraio 1973     | Hulk                                 | Steve Englehart                                                 | Herb Trimpe                |
| 35   | 8 luglio 1976     | Abominio!                            | Rapito da un disco volante! (The Little Men!)                                                                                                   | Marvel Tales (Vol. 1) n. 138             | settembre 1955    | comic-story                          | Non accreditato                                                 | Paul Reinman               |
| 36   | 22 luglio 1976    | Per la vita di un mutante            | Per la vita di un mutante! (Beyond The Border Lurks Death!)                                                                                     | The Incredible Hulk (Vol. 2) n. 161      | marzo 1973        | Hulk                                 | Steve Englehart                                                 | Herb Trimpe                |
| 36   | 22 luglio 1976    | Per la vita di un mutante            | Generato dal cannibale (Spawn Of The Flesh-Eater!)                                                                                              | The Incredible Hulk (Vol. 2) n. 162      | aprile 1973       | Hulk                                 | Steve Englehart                                                 | Herb Trimpe                |
| 36   | 22 luglio 1976    | Per la vita di un mutante            | Atterraggio sulla Luna! (Crack-Up!) | Marvel Tales (Vol. 1) n. 138             | settembre 1955    | comic-story                          | Non accreditato                                                 | Doug Wildey                |
| 37   | 5 agosto 1976     | Braccato!                            | Braccato (Trackdown) | The Incredible Hulk (Vol. 2) n. 163      | maggio 1973       | Hulk                                 | Steve Englehart                                                 | Herb Trimpe                |
| 37   | 5 agosto 1976     | Braccato!                            | Il fantasma da 5.000 leghe (The Phantom From 5,000 Fathoms!)                                                                                    | The Incredible Hulk (Vol. 2) n. 164      | giugno 1973       | Hulk                                 | Steve Englehart                                                 | Herb Trimpe                |
| 37   | 5 agosto 1976     | Braccato!                            | L'ultima risata (The Last Laugh) | Tales to Astonish (Vol. 1) n. 29         | marzo 1962        | science-fiction                      | Stan Lee                                                        | Steve Ditko                |
| 38   | 19 agosto 1976    | Il dio dalla pelle verde             | Il dio dalla pelle verde! (The Green-Skinned God!)                                                                                              | The Incredible Hulk (Vol. 2) n. 165      | luglio 1973       | Hulk                                 | Steve Englehart                                                 | Herb Trimpe                |
| 38   | 19 agosto 1976    | Il dio dalla pelle verde             | Il distruttore della dinamo! (The Destroyer From The Dynamo!)                                                                                   | The Incredible Hulk (Vol. 2) n. 166      | agosto 1973       | Hulk                                 | Steve Englehart                                                 | Herb Trimpe                |
| 38   | 19 agosto 1976    | Il dio dalla pelle verde             | Il vecchio mulino (The Old Mill) | Strange Tales (Vol. 1) n. 8              | luglio 1952       | horror-story                         | Non accreditato                                                 | Gene Colan                 |
| 39   | 2 settembre 1976  | Distruggere il mostro                | Distruggere il mostro (To Destroy The Monster!)                                                                                                 | The Incredible Hulk (Vol. 2) n. 167      | settembre 1973    | Hulk                                 | Steve Englehart                                                 | Herb Trimpe                |
| 39   | 2 settembre 1976  | Distruggere il mostro                | L'odio dell'Arpia | The Incredible Hulk (Vol. 2) n. 168      | ottobre 1973      | Hulk                                 | Steve Englehart                                                 | Herb Trimpe                |
| 39   | 2 settembre 1976  | Distruggere il mostro                | Orrore nella città (Horror in the City) | Mystic n. 11                             | agosto 1952       | comic-story                          | Non accreditato                                                 | Werner Roth                |
| 40   | 16 settembre 1976 | Sciagura tra le nubi                 | Sciagura fra le nubi! (Calamity In The Clouds!)                                                                                                 | The Incredible Hulk (Vol. 2) n. 169      | novembre 1973     | Hulk                                 | Steve Englehart                                                 | Herb Trimpe                |
| 40   | 16 settembre 1976 | Sciagura tra le nubi                 | Morte dall'alto (Death From On High!) | The Incredible Hulk (Vol. 2) n. 170      | dicembre 1973     | Hulk                                 | Steve Englehart Chris Claremont                                 | Herb Trimpe                |
| 40   | 16 settembre 1976 | Sciagura tra le nubi                 | La strega! (The Witching Hours!) | Strange Tales (Vol. 1) n. 13             | dicembre 1952     | horror                               | Non accreditato                                                 | Ed Goldfarb                |
| 41   | 30 settembre 1976 | Vendetta!                            | Vendetta (Revenge!) | The Incredible Hulk (Vol. 2) n. 171      | gennaio 1974      | Hulk                                 | Gerry Conway                                                    | Herb Trimpe                |
| 41   | 30 settembre 1976 | Vendetta!                            | Tempo selvaggio (Savage Time!) | The Defenders (Vol. 1) n. 26             | agosto 1975       | Difensori                            | Steve Gerber                                                    | Sal Buscema                |
| 41   | 30 settembre 1976 | Vendetta!                            | Le cimici! (The Bugs) | Strange Tales (Vol. 1) n. 13             | dicembre 1952     | science fiction                      | Stan Lee                                                        | Larry Woromay              |
| 42   | 14 ottobre 1976   | Fianco a fianco con Fenomeno         | Fianco a fianco con Fenomeno (And Canst Thou Slay...The Juggernaut?)                                                                            | The Incredible Hulk (Vol. 2) n. 172      | febbraio 1974     | Hulk                                 | Roy Thomas Tony Isabella                                        | Herb Trimpe                |
| 42   | 14 ottobre 1976   | Fianco a fianco con Fenomeno         | Tre Mondi da conquistare (Three Worlds To Conquer!)                                                                                             | The Defenders (Vol. 1) n. 27             | settembre 1975    | Difensori                            | Steve Gerber                                                    | Sal Buscema                |
| 42   | 14 ottobre 1976   | Fianco a fianco con Fenomeno         | La dieta di Donald Moore (The Diet of Donald Moore)                                                                                             | Spellbound (Vol. 1) n. 12                | febbraio 1953     | comic-story                          | Stan Lee                                                        | Sam Kweskin                |
| 43   | 28 ottobre 1976   | Ricordate l'Uomo Cobalto?            | Ricordate l'Uomo Cobalto? (Anybody Out There Remember...The Cobalt Man?                                                                         | The Incredible Hulk (Vol. 2) n. 173      | marzo 1974        | Hulk                                 | Roy Thomas                                                      | Herb Trimpe                |
| 43   | 28 ottobre 1976   | Ricordate l'Uomo Cobalto?            | Mia madre Badoon! (My Mother, The Badoon!) | The Defenders (Vol. 1) n. 28             | ottobre 1975      | Difensori                            | Steve Gerber                                                    | Sal Buscema                |
| 43   | 28 ottobre 1976   | Ricordate l'Uomo Cobalto?            | Deviazione (Detour!) | Mystic n. 10                             | luglio 1952       | comic-story                          | Stan Lee                                                        | Myron Fass                 |
| 44   | 11 novembre 1976  | Solo uno si salverà                  | Solo uno si salverà! (Doomsday--Down Under!) | The Incredible Hulk (Vol. 2) n. 174      | aprile 1974       | Hulk                                 | Roy Thomas Gerry Conway                                         | Herb Trimpe                |
| 44   | 11 novembre 1976  | Solo uno si salverà                  | Lasciate il mio pianeta (Let My Planet Go!) | The Defenders (Vol. 1) n. 29             | novembre 1975     | Difensori                            | Steve Gerber                                                    | Sal Buscema                |
| 44   | 11 novembre 1976  | Solo uno si salverà                  | L'uomo che andò troppo oltre! (The Man Who Went Too Far!)                                                                                       | Journey into Unknow World (Vol. 1) n. 56 | aprile 1957       | comic-story                          | Non accreditato                                                 | Richard Doxsee             |

### Annotazioni
1. ↑  Una storia di Namor quando aveva 17 anni.
2. ↑  Squadrone Sinistro colpisce ancora!
3. ↑  Una mistica avventura del Dr.Strange
4. ↑  Cagliostro! Signore della minaccia, conquistatore del Cosmo
5. ↑  I Difensori contro la Confraternita dei mutanti malvagi di  Magneto
6. ↑  In italiano dev'essere chiamato Alpha, l'ultimate mutante
7. 1 2  Il materiale originale (una pagina e mezza) inquadra la storia attorno alle ristampe
8. 1 2  L'albo ripropone la storia del Dottor Strange già pubblicata in Strange Tales (Vol. 1) nn. 126-127 con l'aggiunta di due pagine inedite che  la collegano all’arco narrativo attuale.
9. ↑  È la prima apparizione di Jarella
10. ↑   Con l'ospite d'onore: Il figlio di Satana!
11. 1 2  Con gli ospiti d'onore: Devil e Namor
12. 1 2  Con l'ospite d'onore: Calabrone
13. ↑  Con l'ospite d'onore: Henry Pym ha aiutato per trovare Jarella e Camaleonte è stato sconfitto da loro due

### Fonti
1. ↑   Storia di Editoriale Corno, su atomik67.altervista.org, Atomik67, altavista.
2. ↑   Hulk e i Difensori, su atomik67.altervista.org, Atomik67. URL consultato il agosto 2016.
3. ↑  Contiene degli adesivi e del manifesto
4. 1 2  È una ristampa dall'albo The Incredible Hulk (Vol. 1) n. 3 (settembre 1962)
5. ↑  È una ristampa dall'albo Sub-Mariner Comics n. 41 (agosto 1955)
6. ↑  È una ristampa dall'albo Strange Tales (Vol. 1) n. 145 (giugno 1966)
7. ↑  È la prima apparizione di Nebulon, chiamato anche l'uomo Celestiale
8. ↑  Contiene degli adesivi per Poster
9. 1 2  L'albo ripropone la storia del Dottor Strange già pubblicata in Strange Tales (Vol. 1) n. 121 e la storia di Namor già pubblicata in The Human Torch comics n. 4
10. ↑  È la prima apparizione de Il Regno del modellatore (in inglese Shaper of Worlds)
11. ↑  Le vicende narrate in questo episodio in parte danno seguito ad Amazing Adventures (Vol. 2) n. 16
12. ↑  È la prima apparizione di Wendigo
13. ↑  È la prima apparizione di Gremlin
14. ↑  È la prima apparizione di Zzzax
15. ↑  La prima apparizione di Bi-Bestia